# Ordnance Survey referentiemeridiaan

Het Britse "National Grid".

De Ordnance Survey referentiemeriaan is de nulmeridiaan die wordt gehanteerd door de Britse cartografische dienst, de Ordnance Survey. De meridiaan is onderdeel van het coördinatensysteem OSGB36, waaraan de Ordnance Survey al haar inspanningen ijkt en bevindt zich op 0° 00′ 05.33″ WL ten opzichte van de thans geldende internationale standaard, de IERS referentiemeridiaan.

In de tijd dat Ordnance Survey haar eerste kaarten produceerde, in 1801, was de betreffende meridiaan (door het observatorium van Greenwich) de officiële nulmeridiaan voor het Verenigd Koninkrijk. Hij was berekend door de derde Astronomer Royal, James Bradley. Toen de zevende Astronomer Royal George Biddell Airy de meridiaan van Greenwich 6 meter naar het oosten verplaatste, is de Ordnance Survey simpelweg de oude referentiemeridiaan blijven gebruiken.